# کلیسای استپانوس مقدس (پیپ)
کلیسای استپانوس مقدس (پیپ) (ارمنی: Սուրբ Ստեփանոս եկեղեցի (Փիփ)؛ ) یک کلیسا متعلق به کلیسای حواری ارمنی واقع در شهر پیپ، شهرستان داش‌کسن جمهوری آذربایجان می‌باشد. ساخت و ساز این ساختمان در سال ۱۸۴۹ میلادی؛ به پایان رسید. این بنا به سبک معماری ارمنی طراحی شده است.